# Župnija Sv. Jurij ob Pesnici
Župnija Sv. Jurij ob Pesnici je rimskokatoliška teritorialna župnija dekanije Jarenina mariborskega naddekanata, ki je del nadškofije Maribor.